# 李正芳
李正芳（1411年—？），字彥碩，湖廣黃州府麻城縣人，民籍。明朝政治人物。進士出身。

## 生平
湖廣鄉試第二十一名。正統七年（1442年）壬戌科會試第七十九名，殿試登進士第二甲第四十名。

## 家族
曾祖父李友德。祖父李思敬。父亲李瑗。
子李㵾、孙李文祥，皆進士。